# Балка Білоглинка
Балка Білоглинка — ботанічний заказник місцевого значення. Об'єкт розташований на території Оріхівського району Запорізької області, околиця села Новоданилівка, Оріхівське лісництво, квартали 17—19 .
Площа — 127 га, статус отриманий у 1980 році.
Статус надано з метою збереження місць зростання лікарських рослин. Охороняється цілинна балка, що чергується зі штучно створеними лісосмугами. Зростають деревій, глід та шипшина.